# Río Duda
El río Duda es un curso de agua del departamento del Meta en Colombia, afluente del río Guayabero, por lo tanto es un sub-tributario del Orinoco.

## Geografía
El Duda nace en la vertiente oriental de la Cordillera Oriental, en el Parque nacional natural Sumapaz. Luego discurre hacia el sur, bordeando la Serranía de la Macarena antes de confluir con el Guayabero al nivel del parque nacional natural Tinigua.

## Historia
Es conocido por ser parte de un área donde se desarrolló el Conflicto armado interno de Colombia, principalmente entre las Fuerzas Militares y las FARC-EP.
En este río se encontraba el Centro de Investigaciones Ecológicas La Macarena.